# 吹田市立吹田第六小学校
吹田市立吹田第六小学校（すいたしりつ すいただいろくしょうがっこう）は、大阪府吹田市にある公立小学校。
吹田市立吹田第一小学校の過大規模解消のため、同校から校区を分離する形で1973年に開校した。吹田市の南部、国道479号・東海道本線および貨物支線・神崎川に囲まれた地域を校区としている。

## 沿革
- 1973年4月1日 - 吹田市立吹田第六小学校として、1-3年生のみで開校。2・3年生を吹田市立吹田第一小学校から移籍。
- 1973年4月22日 - 養護学級開設。
- 1973年11月15日 - 開校式を実施。
- 1974年7月3日 - 大阪府より、緑化推進校に指定される。

## 通学区域
- 吹田市 寿町1・2丁目、中の島町、清和園町、南清和園町、川岸町。

卒業後は吹田市立第三中学校へ進学する。

## 交通
- JR西日本 おおさか東線 南吹田駅 北東へ約600m。
- 阪急千里線 吹田駅 南南西へ約1km。